# Lenny Rubin
Lenny Rubin (* 1. Februar 1996 in Dormagen, Deutschland) ist ein Schweizer Handballspieler, der aktuell beim TVB Stuttgart unter Vertrag steht. 

## Karriere
Lenny Rubin spielte bis 2018 in der Schweiz für Wacker Thun. 2018 wechselte er zum deutschen Erstligisten HSG Wetzlar. Im Sommer 2024 wechselte er zum TVB Stuttgart.
2016 wurde Lenny Rubin bei den Swiss Handball Awards als bester Nachwuchs-Spieler U21 ausgezeichnet, 2022 folgte die Auszeichnung zum besten Schweizer Spieler („Swiss Player“).

### In Auswahlmannschaften
Sein erstes Spiel für die Schweizer Nationalmannschaft gab er 2016 gegen Belarus. Mit der Schweiz belegte er bei der Europameisterschaft 2020 den 16. Platz. Er stand im Kader für die Weltmeisterschaft 2021 und belegte dort ebenfalls den 16. Platz. An der Europameisterschaft 2024 warf er sieben Tore in drei Spielen und belegte mit dem Team den 21. Rang. An der Weltmeisterschaft 2025 warf er 40 Tore in sechs Spielen und erreichte mit der Auswahl den 11. Platz.

## Privat
Sein Vater ist der frühere Schweizer Nationalspieler und heutige Trainer Martin Rubin.